# Kalí Panagía (Imathie)
Kalí Panagía (grec moderne : Καλή Παναγία) est une localité située dans le dème de Véria, dans le district régional d'Imathie, dans la periphérie de Macédoine-Centrale, en Grèce.
Selon le recensement de 2011, elle compte 28 habitants.